# آی‌بی‌ای-مسکو
آی‌بی‌ای-مسکو (انگلیسی: IBA-Moscow) یکی از بانک‌های تابعه بانک بین‌المللی جمهوری آذربایجان واقع در مسکو، روسیه است. این بانک به عنوان شرکت با مسئولیت محدود در روسیه ثبت شده‌است و تقریباً ۳۰۰ کارمند دارد.

## تاریخچه
آی‌بی‌ای-مسکو در سال ۲۰۰۲ شروع به کار کرد. هدف اصلی آن تعمیق روابط تجاری و اقتصادی بین روسیه و جمهوری آذربایجان و ارائه خدمات به شهروندان آذربایجانی ساکن روسیه است. یکی از اصول پایه‌گذاری این بانک تقویت روابط تجاری و اقتصادی بین آذربایجان و روسیه و ارائه خدمات بانکی به شهروندان آذربایجانی ساکن روسیه یا کار آنها بود.
این بانک محصولات بانکی تجاری و مالی را در اختیار مردم، شرکت‌ها و بانک‌های روسیه قرار می‌دهد. این بانک به دو بخش عمده تقسیم می‌شود: بانکداری شرکتی و بانکداری خرد. سایر خدمات عبارتند از: انتقال وجه، کارت نقدی، وام، صندوق امانات، کارت اعتباری، بیمه، خدمات حقوق و دستمزد و صرافی.

## امور مالی
پس از سال ۲۰۱۳، سهام شرکت به چیزی بیش از ۳ میلیارد روبل رسید که ۲۴ درصد افزایش نسبت به سال ۲۰۱۲ را نشان می‌داد. در سال ۲۰۱۳ درآمد خالص بانک با ۳۵ درصد افزایش به ۳۵۰ میلیون روبل رسید. دارایی‌های این بانک در سال ۲۰۱۳ با ۱۸ درصد افزایش به بیش از ۳۲٫۸ میلیارد روبل رسید. این ارقام توسط دیلویت ممیزی و تأیید شد.

## عملیات و مشتریان
این بانک دارای ۵۰ دستگاه خودپرداز و شعبه در شهرهای بزرگ روسیه از جمله سن پترزبورگ و یکاترینبورگ است که در ۳۰ سپتامبر ۲۰۱۳ افتتاح شد. در این افتتاحیه بزرگ یاکوف سیلین معاون استاندار استان سوردلوفسک، سلطان قاسیموف سرکنسول آذربایجان، فؤاد عبدالله‌اف رئیس آی‌بی‌ای-مسکو، یلنا چچونوا معاون رئیس مجلس قانونگذاری استان سوردلوفسک، الکساندر خرلوف رئیس وزارت امور خارجه در یکاترینبورگ و شاهین شیخلینسکی رئیس آذری‌های مقیم خارج حضور داشتند.
مشتریان شرکتی قابل توجه عبارتند از:
- آذربایجان ایرلاینز
- Belrusneftegaz
- Crocus International
- InterProConsulting
- Metropolis
- Mosazervinzavod
- هتل مسکوویچ
- Rosokhotrybolovsoyuz
- RusAvto
- Rusbiznessinvest

آی‌بی‌ای-مسکو یک برنامه آی‌فون به نام MobilBank را به مشتریان ارائه می‌دهد که موجودی‌ها، خدمات کارت بدهی/اعتباری و انتقال پول را شامل می‌شود.